# Umělecké plavání na mistrovství Evropy v plaveckých sportech 2020
Závody v uměleckém (synchronizovaném) plavání na mistrovství Evropy v plaveckých sportech za rok 2020 proběhly v Budapešti, Maďarsko v posunutém termínu ve dnech 10. až 23. května 2021. Důvodem posunutí původního termínu 11. až 24. května 2020 byla pandemie covidu-19.

## Česká stopa
V disciplíně technického sóla startovalo 15 závodnic – Alžběta Dufková (*1990) z TJ Tesla Brno obsadila 10. místo. V disciplíně volného sóla startovalo 18 závodnic – Alžběta Dufková (*1990) z TJ Tesla Brno obsadila 14. místo. 
V disciplíně technických sestav dvojic startovalo 19 dvojic – Karolína Klusková (*2002) a Aneta Mrázková (*2000) obě z TJ Tesla Brno obsadily 14. místo. V disciplíně volných sestav dvojic startovalo 20 dvojic – Karolína Klusková (*2002) a Aneta Mrázková (*2000) obě z TJ Tesla Brno obsadily 16. místo.

## Výsledky

### Individuální disciplíny
| Ženy                   | Zlato                     | Zlato   | Stříbro                        | Stříbro | Bronz                          | Bronz   |
| ---------------------- | ------------------------- | ------- | ------------------------------ | ------- | ------------------------------ | ------- |
| Tech. sestava sólistek | Marta Fedinová (UKR)      | 91,8445 | Evangelia Plataniotisová (GRE) | 89,2897 | Vasilina Chandošková (BLR)     | 87,7173 |
| Volná sestava sólistek | Varvara Subbotinová (RUS) | 96,4333 | Marta Fedinová (UKR)           | 93,7000 | Evangelia Plataniotisová (GRE) | 90,8000 |

### Týmové disciplíny
| Ženy                                               | Zlato | Zlato   | Stříbro | Stříbro | Bronz | Bronz   |
| -------------------------------------------------- | --- | ------- | --- | ------- | --- | ------- |
| Tech. sestava dvojic                               | Rusko (RUS) (Svetlana Kolesničenková, Svetlana Romašinová) | 96,2904 | Ukrajina (UKR) (Marta Fedinová, Anastasija Savčuková) | 92,6862 | Rakousko (AUT) (Anna-Maria Alexandriová, Eirini-Marina Alexandriová) | 89,4592 |
| Volna sestava dvojic                               | Rusko (RUS) (Svetlana Kolesničenková, Svetlana Romašinová) | 97,9000 | Ukrajina (UKR) (Marta Fedinová, Anastasija Savčuková) | 94,3333 | Rakousko (AUT) (Anna-Maria Alexandriová, Eirini-Marina Alexandriová) | 90,8667 |
| Tech. sestava až osmičlenného týmu                 | Rusko (RUS) (Vlada Čigirjovová, Marina Goljadkinová, Veronika Kalininová, Svetlana Kolesničenková, Polina Komarová, Svetlana Romašinová, Alla Šiškinová, Marija Šuročkinová)                                                      | 95,6705 | Ukrajina (UKR) (Maryna Aleksijivová, Vladyslava Aleksijivová, Marta Fedinová, Kateryna Rezniková, Anastasija Savčuková, Alina Šynkarenková, Ksenija Sydorenková, Jelyzaveta Jachnová)                                       | 92,3920 | Španělsko (ESP) (Ona Carbonellová, Berta Ferrerasová, Meritxell Masová, Alisa Ozhoginová, Iris Tióová, Blanca Toledanová, Paula Ramírezová, Sara Saldañová)                                                       | 89,7700 |
| Volná sestava až osmičlenného týmu                 | Ukrajina (UKR) (Maryna Aleksijivová, Vladyslava Aleksijivová, Marta Fedinová, Kateryna Rezniková, Anastasija Savčuková, Alina Šynkarenková, Ksenija Sydorenková, Jelyzaveta Jachnová)                                             | 95,0667 | Španělsko (ESP) (Abril Conesová, Berta Ferrerasová, Meritxell Masová, Alisa Ozhoginová, Paula Ramírezová, Sara Saldañová, Iris Tióová, Blanca Toledanová)                                                                   | 91,2333 | Izrael (ISR) (Eden Blecherová, Shelí Bobrická, Maja Dorfová, Noja Gazalaová, Ariela Nasejeová, Polina Prikazčikovová, Jekatěrina Kuninová, Nikol Nahšhonovová)                                                    | 86,8000 |
| Kombinovaná sestava až desetičlenného týmu (KOMBO) | Ukrajina (UKR) (Maryna Aleksijivová, Vladyslava Aleksijivová, Olesija Derevjančenková, Marta Fedinová, Veronika Hryšková, Kateryna Rezniková, Anastasija Savčuková, Alina Šynkarenková, Ksenija Sydorenková, Jelyzaveta Jachnová) | 94,7000 | Řecko (GRE) (Maria Alziguziová, Danai Delijannisová, Eleni Fragakisová, Krystalenia Jalamová, Pinelopi Karamesisová, Zoi Karangelisová, Danai Kariorisová, Andriana Misikevyčová, Jorga Vasilopulosová, Violeta Zuzunisová) | 89,1000 | Bělorusko (BLR) (Vera Bucelová, Margarita Kiriljuková, Hanna Kovcunová, Jana Kudinová, Ksenija Kulešovová, Anastasija Novoselovová, Valerija Puzová, Anastasija Suvalovová, Ksenija Tracevská, Alexandra Vysocká) | 86,0667 |
| Zlatý hřeb (Highlights) až desetičlenného týmu     | Ukrajina (UKR) (Maryna Aleksijivová, Vladyslava Aleksijivová, Anna Nosovová, Marta Fedinová, Veronika Hryšková, Kateryna Rezniková, Anastasija Savčuková, Alina Šynkarenková, Ksenija Sydorenková, Jelyzaveta Jachnová)           | 95,3000 | Bělorusko (BLR) (Vera Bucelová, Margarita Kiriljuková, Hanna Kovcunová, Jana Kudinová, Ksenija Kulešovová, Anastasija Novoselovová, Valerija Puzová, Anastasija Suvalovová, Ksenija Tracevská, Alexandra Vysocká)           | 86,5667 | Maďarsko (HUN) (Niké Bartaová, Katalin Csillingová, Linda Farkasová, Boglárka Gácsová, Lilien Götzová, Hanna Hatalaová, Szabina Hunglerová, Adelin Regényiová, Luca Rényiová, Viktória Szabóová)                  | 79,1000 |
| Mix                                                | Zlato | Zlato   | Stříbro | Stříbro | Bronz | Bronz   |
| Tech. sestava smíšených dvojic                     | Rusko (RUS) (Alexandr Malcev, Olesya Platonovová) | 91,7963 | Španělsko (ESP) (Pau Ribes, Emma Garcíová) | 84,8694 | Itálie (ITA) (Nicolò Ogliari, Isotta Sportelliová) | 77,4281 |
| Volná sestava smíšených dvojic                     | Rusko (RUS) (Alexandr Malcev, Olesya Platonovová) | 93,9333 | Španělsko (ESP) (Pau Ribes, Emma Garcíová) | 86,5333 | Itálie (ITA) (Nicolò Ogliari, Isotta Sportelliová) | 81,8667 |

## Medailová bilance
V uměleckém plavání se rozdělilo celkem 10 sad medailí.
| Pořadí | Stát            |       | Muži    | Muži  | Muži  |         | Ženy  | Ženy  | Ženy    |       | Mix   | Mix     | Mix   |  | Muži + Ženy + Mix | Muži + Ženy + Mix | Muži + Ženy + Mix | Celkem |
| Pořadí | Stát            | Zlato | Stříbro | Bronz | Zlato | Stříbro | Bronz | Zlato | Stříbro | Bronz | Zlato | Stříbro | Bronz |  |                   |                   |                   | Celkem |
| ------ | --------------- | ----- | ------- | ----- | ----- | ------- | ----- | ----- | ------- | ----- | ----- | ------- | ----- |  | ----------------- | ----------------- | ----------------- | ------ |
| 1.     | Rusko (RUS)     |       | 0       | 0     | 0     |         | 4     | 0     | 0       |       | 2     | 0       | 0     |  | 6                 | 0                 | 0                 | 6      |
| 2.     | Ukrajina (UKR)  |       | 0       | 0     | 0     |         | 4     | 4     | 0       |       | 0     | 0       | 0     |  | 4                 | 4                 | 0                 | 8      |
| 3.     | Španělsko (ESP) |       | 0       | 0     | 0     |         | 0     | 1     | 1       |       | 0     | 2       | 0     |  | 0                 | 3                 | 1                 | 4      |
| 4.     | Řecko (GRE)     |       | 0       | 0     | 0     |         | 0     | 2     | 1       |       | 0     | 0       | 0     |  | 0                 | 2                 | 1                 | 3      |
| 5.     | Bělorusko (BLR) |       | 0       | 0     | 0     |         | 0     | 1     | 2       |       | 0     | 0       | 0     |  | 0                 | 1                 | 2                 | 3      |
| 5.     | Itálie (ITA)    |       | 0       | 0     | 0     |         | 0     | 0     | 0       |       | 0     | 0       | 2     |  | 0                 | 0                 | 2                 | 2      |
| 5.     | Rakousko (AUT)  |       | 0       | 0     | 0     |         | 0     | 0     | 2       |       | 0     | 0       | 0     |  | 0                 | 0                 | 2                 | 2      |
| 8.     | Izrael (ISR)    |       | 0       | 0     | 0     |         | 0     | 0     | 1       |       | 0     | 0       | 0     |  | 0                 | 0                 | 1                 | 1      |
| 8.     | Maďarsko (HUN)  |       | 0       | 0     | 0     |         | 0     | 0     | 1       |       | 0     | 0       | 0     |  | 0                 | 0                 | 1                 | 1      |
| Celkem | Celkem          |       | 0       | 0     | 0     |         | 8     | 8     | 8       |       | 2     | 2       | 2     |  | 10                | 10                | 10                | 30     |